# Standard Notes
Standard Notes est un logiciel libre de prises de notes de type idéateur qui gère le Markdown.
Les notes sont sauvegardées et chiffrées automatiquement pour garantir la confidentialité des données enregistrées qui sont ensuite synchronisées sur les différents terminaux de l'utilisateur (ordinateurs et smartphones).
Le 10 avril 2024, l'entreprise suisse Proton AG annonce l'acquisition de Standard Notes, et met en avant la correspondance de leurs missions respectives (protection des données, chiffrement de bout-en-bout).